# 24 сентября
24 сентября — 267-й день года (268-й в високосные годы) по григорианскому календарю.
До конца года остаётся 98 дней.
До 15 октября 1582 года — 24 сентября по юлианскому календарю, с 15 октября 1582 года — 24 сентября по григорианскому календарю.
В XX и XXI веках соответствует 11 сентября по юлианскому календарю.

## Праздники и памятные дни
См. также: Категория:Праздники 24 сентября

### Национальные
- Гвинея-Бисау — День независимости.
- ЮАР — День наследия[англ.].
- Камбоджа — День Конституции (1993).

### Религиозные
Православие
 — Память мучеников Димитрия, Еванфии, жены его, и Димитриана, сына их (I век);
 — память мучеников Диодора и Дидима Сирских;
 — память мученицы Ии Персидской (362-364 годы);
 — память преподобной Феодоры Александрийской Младшей (474-491 годы);
 — память преподобного Евфросина Палестинского (IX век);
 — воспоминание перенесения мощей преподобных Сергия и Германа, Валаамских чудотворцев;
 — память священномучеников Николая Подьякова и Виктора Усова, пресвитеров (1918 год);
 — память священномученика Карпа Эльба, пресвитера (1937 год);
 — память преподобного Силуана Афонского (1938 год);
 — память священномученика Николая Широгорова, диакона (1942 год);
 — празднование Каплуновской иконы Божьей Матери (1689 год).

## События
См. также: Категория:События 24 сентября

### До XIX века
- 787 — открытие Второго Никейского собора.
- 1706 — Северная война: Карл XII и Август Сильный подписывают Альтранштедтский мир, по которому последний отрекается от польской короны в пользу Станислава Лещинского.
- 1724 — основана Парижская фондовая биржа.

### XIX век
- 1801 — Картли-Кахетинское царство в начале года включённое в состав Российской империи, манифестом Александра I объявлено частью Грузинской губернии.
- 1810 — Кадисские кортесы созваны и приведены к присяге.
- 1812 — в ходе Войны за независимость Аргентины произошла Битва при Тукумане между войсками патриотов под командованием Мануэля Бельграно и королевскими войсками под командованием Хуана Пио де Тристана.
- 1825 — произошла Битва при Ринкон[исп.], победу в которой одержали повстанцы Тридцать три Ориенталес под командованием Фруктуосо Ривера и послужившая началом Аргентино-бразильской войны.
- 1830 — Бельгийская революция: создано Временное правительство Бельгии.
- 1838 — В устье реки Цемес началось сооружение укрепления, вокруг которого развернулось строительство города Новороссийска.
- 1852 — Первый полёт на дирижабле с паровым двигателем совершил француз Анри Жиффар.
- 1869 — На американском рынке произошла паника из-за массовой скупки золотых слитков двумя бизнесменами («чёрная пятница»).
- 1893 — В Петербурге, на ипподроме на Семёновском плацу (ныне Пионерская площадь), между командами «Спорт» и петербургским кружком спортсменов состоялась одна из первых в России игр в «ножной мяч» — футбол[5].

### XX век
- 1916 — русский лётчик Константин Арцеулов впервые преднамеренно выполнил «штопор» и вывел из него самолёт.
- 1922 — восстание 11 сентября 1922 года в Греции.
- 1932 — В Индии неприкасаемым предоставлено право участия в выборах.
- 1934 — газета «Правда» впервые назвала Сталина «Великим кормчим».
- 1938 — женский экипаж Валентины Гризодубовой совершил беспосадочный полёт Москва — Дальний Восток.
- 1944 — опубликован американский «План Моргентау» о послевоенном устройстве Германии — планировалось полностью свернуть промышленность Германии и превратить её в сугубо сельскохозяйственную страну.
- 1948 — основание компании «Хонда Мотор».
- 1957 — Президент США Дуайт Эйзенхауэр послал в Литл-Рок 1000 десантников для охраны от расистов девяти чернокожих школьников, посещающих общую школу.
- 1960 — в США на воду спущен первый атомный авианосец «Энтерпрайз».
- 1964 — в «Известиях» опубликованы «Предложения по усовершенствованию русского языка». Будь они приняты, мы сегодня писали бы «доч», «жури», «заец».
- 1968 — государство Свазиленд принято в Организацию Объединённых Наций.
- 1970 — межпланетная станция «Луна-16» доставила на Землю лунный грунт.
- 1973 — Гвинея-Бисау провозгласила независимость от Португалии
- 1979 — советские фигуристы Людмила Белоусова и Олег Протопопов запросили политическое убежище в Швейцарии.
- 1990 — Верховный Совет СССР наделил Михаила Горбачёва чрезвычайными полномочиями для перехода к рыночной экономике.
- 1993 — в России учреждена Комиссия по правам человека.
- 1996 — открыт для подписания Договор о всеобъемлющем запрещении ядерных испытаний.
- 1998 — в Лионе (Франция) впервые проведена операция по трансплантации руки человеку.

### XXI век
- 2009 — в Питтсбурге начался третий саммит G-20.
- 2013 — землетрясение в Белуджистане (Пакистан) магнитудой 7,7, около 1000 погибших.
- 2014 — индийская АМС «Мангальян» вышла на орбиту Марса
- 2015 — давка в предместье Мекки во время хаджа, количество погибших оценивается от 760 до 2400 человек.
- 2023
  - капсула с американской АМС OSIRIS-REx с грунтом астероида (101955) Бенну успешно вернулась на Землю.
  - и-за боевых действий в Нагорном Карабахе начался исход армян из Нагорного Карабаха в Армению.

## Родились
См. также: Категория:Родившиеся 24 сентября

### До XIX века
- 1501 — Джироламо Кардано (ум. 1576), итальянский математик, механик, врач, философ.
- 1583 — Альбрехт фон Валленштейн (убит в 1634), генералиссимус Священной Римской империи и адмирал флота (с 1628 г.), выдающийся полководец Тридцатилетней войны.
- 1679 — Эухенио Херардо Лобо (ум. 1750), испанский поэт и драматург, военачальник.
- 1717 — Хорас Уолпол (ум. 1797), английский писатель, основоположник жанра готического романа.

### XIX век
- 1801 — Михаил Остроградский (ум. 1862), российский математик и механик, академик Петербургской АН.
- 1820 — князь Александр Дондуков-Корсаков (ум. 1893), русский военный и государственный деятель, участник Кавказских походов и Крымской войны.
- 1821 — Циприан Камиль Норвид (ум. 1883), польский поэт, художник и скульптор.
- 1870 — Жорж Клод (ум. 1960), французский инженер-химик и изобретатель.
- 1870 — Хелмер Хансен (ум. 1956), норвежский полярный исследователь, спутник Р. Амундсена в экспедиции к Южному полюсу и Северо-западному пути.
- 1877 — Георгий Дюперрон (ум. 1934), основатель российского футбола и Олимпийского движения в России.
- 1878 — Шарль Фердинанд Рамю (ум. 1947), швейцарский писатель.
- 1884 — Хуго Шмайссер (ум. 1953), немецкий конструктор стрелкового оружия.
- 1895 — Андре Фредерик Курнан (ум. 1988), американский физиолог французского происхождения, нобелевский лауреат (1956).
- 1896
  - Эльза Триоле (урожд. Элла Каган; ум. 1970), французская писательница, жена Луи Арагона, сестра Лили Брик.
  - Фрэнсис Скотт Фицджеральд (ум. 1940), американский писатель («По эту сторону рая», «Великий Гэтсби» и др.).
- 1898 — Хоуард Уолтер Флори (ум. 1968), австралийский фармаколог, патолог, лауреат Нобелевской премии (1945).

### XX век
- 1902 — Рухолла Мусави Хомейни (ум. 1989), иранский политик, великий аятолла, лидер исламской революции 1979 г.
- 1905 — Северо Очоа (ум. 1993), испанский и американский биохимик, лауреат Нобелевской премии (1959).
- 1911 — Константин Черненко (ум. 1985), советский партийный и государственный деятель, в 1984—1985 гг. Генеральный секретарь ЦК КПСС.
- 1919 — Константин Воробьёв (ум. 1975), русский советский писатель.
- 1922 — Этторе Бастианини (ум. 1967), итальянский оперный певец.
- 1924 — Нина Бочарова (ум. 2020), советская гимнастка, двукратная олимпийская чемпионка (1952).
- 1930 — Джон Янг (ум. 2018), американский астронавт, побывавший на Луне.
- 1934
  - Джон Браннер (ум. 1995), английский писатель-фантаст.
  - Манфред Вёрнер (ум. 1994), немецкий государственный деятель, генсек НАТО (1988—1994), министр обороны ФРГ (1982—1988).
- 1935
  - Герард Васильев, певец и актёр, солист Московского театра оперетты, народный артист РСФСР.
  - Альфред Рубикс, советский и латвийский политик, депутат Европарламента (2009—2014).
- 1936 — Джим Хенсон (ум. 1990), американский кукольник, актёр, режиссёр, сценарист, продюсер, создатель «Маппет-шоу».
- 1937 — Умяр Мавлиханов (ум. 1999), советский фехтовальщик, двукратный олимпийский чемпион.
- 1941
  - Линда Маккартни (ум. 1998), супруга британского музыканта Пола Маккартни.
  - Игорь Ясулович (ум. 2023), советский и российский актёр театра и кино, кинорежиссёр, народный артист РФ.
- 1945 — Лариса Рубальская, советская и российская поэтесса, автор текстов песен.
- 1946 — Наталия Аринбасарова, актриса театра и кино, заслуженная артистка РСФСР.
- 1949 — Мария Литошенко, советская гандболистка, олимпийская чемпионка (1976).
- 1952 — Алексей Романов, советский и российский рок-музыкант, участник групп «Машина времени», «Воскресение» и др.
- 1954 — Марко Тарделли, итальянский футболист, чемпион мира (1982).
- 1955 — Александр Баширов, советский и российский актёр кино, телевидения и дубляжа, кинорежиссёр, сценарист, продюсер.
- 1956 — Сергей Летов, российский музыкант, саксофонист, старший брат Егора Летова.
- 1957 — Брэд Бёрд, американский кинорежиссёр, сценарист, мультипликатор, обладатель двух «Оскаров».
- 1962
  - Ниа Вардалос, американо-канадская актриса, сценаристка, режиссёр и продюсер греческого происхождения.
  - Алли Маккойст, шотландский футболист и тренер.
- 1969 — Меган Уорд, американская актриса.
- 1974 — Джеки Сэндлер, американская актриса и фотомодель.
- 1980 — Виктория Пендлтон, британская велогонщица, двукратная олимпийская чемпионка (2008, 2012).
- 1981 — Анастасия Цветаева, российская актриса, режиссёр, продюсер, дизайнер и журналист.
- 1982 — Пол Хэмм, американский гимнаст, олимпийский чемпион (2004), двукратный чемпион мира (2003).
- 1985 — Джессика Лукас, канадская актриса кино и телевидения.
- 1994 — Александра Бортич, российская актриса.

## Скончались
См. также: Категория:Умершие 24 сентября

### До XIX века
- 366 — Либерий (р. ?), 36-й папа римский (352—366).
- 768 — Пипин III Короткий (р. 714), франкский король, основатель династии Каролингов.
- 1541 — Парацельс (р. 1493), алхимик, врач и оккультист.
- 1612 — Галактион Вологодский, преподобный Русской православной церкви.
- 1732 — Император Сатохито (р. 1654), 112-й правитель в истории Японии (1663—1687).
- 1735 — Петр Брандль (р. 1668), чешский живописец.

### XIX век
- 1802 — Александр Радищев (р. 1749), русский писатель.
- 1812 — Пётр Багратион (р. 1765), российский генерал от инфантерии, князь, герой Отечественной войны 1812 года.
- 1834 — Педру I (р. 1798), император Бразильской Империи.Франсиско Хавьер Кастаньос
- 1852 — Франсиско Хавьер Кастаньос (р. 1758), испанский генерал и политический деятель.
- 1856 — Карл Готтфрид Теодор Винклер[англ.] (р. 1775), немецкий критик, редактор, либреттист.
- 1889 — Дэниел Харви Хилл (р. 1821), генерал армии Конфедерации в годы Гражданской войны в США.

### XX век
- 1904
  - Михаил Загоскин (р. 1830), русский прозаик и журналист.
  - Нильс Рюберг Финзен (р. 1860), фарерско-датский физиотерапевт, основатель светолечения, нобелевский лауреат (1903).
- 1915 — Пётр Дурново (р. 1845), российский государственный деятель, министр внутренних дел (1905—1906).
- 1920
  - Карл Петер Фаберже (р. 1846), российский ювелир.
  - Инесса Арманд (р. 1874), деятельница российского революционного движения, соратница В. И. Ленина.
- 1945 — Ханс Гейгер (р. 1882), немецкий физик, изобретатель счётчика уровня радиации.
- 1950 — Виктория Гессен-Дармштадтская (р. 1863), внучка британской королевы Виктории, сестра российской императрицы Александры Фёдоровны.
- 1953 — Люсьен Леви-Дюрмэ (р. 1865), французский художник.
- 1972 — Адриан Фоккер (р. 1887), голландский физик.
- 1973 — Николай Жуков (р. 1908), живописец, график, плакатист, народный художник СССР.
- 1977 — Мирзо Турсун-Заде (р. 1911), таджикский советский писатель.
- 1982 — Никита Подгорный (р. 1931), актёр театра и кино, народный артист РСФСР.
- 1983 — Сергей Левицкий (р. 1908), философ, писатель и литературовед.
- 1984 — Анатолий Новиков (р. 1896), композитор, хоровой дирижёр и педагог, народный артист СССР.
- 1988 — Константин Рудницкий (р. 1920), советский театральный критик, историк театра.
- 1991 — Доктор Сьюз (наст. имя Теодор Зойс Гайзель; р. 1904), американский детский писатель и мультипликатор.
- 1993 — Бруно Понтекорво (р. 1913), итальянский, советский и российский физик-ядерщик, академик АН СССР и РАН.
- 1994 — Марк Прудкин (р. 1898), актёр театра и кино, народный артист СССР, Герой Социалистического Труда.
- 1996
  - Павел Судоплатов (р. 1907), один из руководителей советских органов разведки, организатор диверсионной работы.
  - Марк Франкель (р. 1962), английский актёр.
- 1998 — Генрих Альтшуллер (псевдоним Генрих Альтов; р. 1926), российский писатель-фантаст и изобретатель.

### XXI век
- 2002 — Борис Рычков (р. 1937), советский и российский композитор, джазовый пианист.
- 2004 — Франсуаза Саган (р. 1935), французская писательница.
- 2005 — Юрий Моисеев (р. 1940), советский хоккеист и хоккейный тренер.
- 2010 — Геннадий Янаев (р. 1937), вице-президент СССР, председатель ГКЧП.
- 2020 — Вячеслав Войнаровский (р. 1946), советский и российский оперный певец, актёр театра, кино и эстрады, народный артист Российской Федерации.

## Приметы
- Федора Замочи Хвосты.
- «Осенние Федоры подол подтыкают (от грязи), а зимние Федоры (30 декабря/12 января) платком рыло закрывают (от холода)».
- Осеннее равноденствие. «В Федору лето кончается, осень начинается».
- «Не всякое лето до Федоры дотянет».
- «Две Федоры в году — осенняя и зимняя, одна — с грязью, а другая — со стужей».
- «На Федорины вечёрки — третья встреча осени». Начинались дожди, слякоть — «разнепогодилось».
- На Федору лето кончается, осень начинается[6].